# Klout
 Klout  je veb sajt i mobilna aplikacija koja koristi društvene medije da rangiraju uticaj svojih korisnika preko 'Klot Score', sto je numerički između 1 i 100. U određivanju skora, Klout uzima u obzir veličinu korisnikove aktivnosti na internetu i popularnosti objava koje objavljuje. Klout je napravljen 2008.

## Klout poeni

### Pregled
Klout koristi Twitter, Facebook, Google+, LinkedIn, Foursquare, Wikipedia, i Instagram podatke da bi napravio korisnički klout profil, koji dodeljuje 'Klout ocenu'. Klout Ocena je između 1 i 100, što veća ocena to znači da je ta osoba veći rank i ima veliki uticaj na društvenu mrežu. Dok su svim korisnicima Twittera dodeljene ocene, korisnici koji su se registrovali na Klout mogu da linkuju više društevnih mreža, pa će onda dobiti ocenu za sve mreže zajedno.

## Metodologija
Klout meri uticaj koristeci 'data points' sa twittera, kao sto su pratioci, pracenja, 'retweets', listu clanova, koliko spam akaunta prate vas i slicno. Ova informacija se mesa sa ostalim podacima sa brojnim drustevnim mrezama koje dodju na Klout Score. Drustevne mreze koje uticu na Klout ocenu su Twitter, Facebook, Google+,Linkedln,Instagram i sam Klout, kao i Wikipedia. Drugi akaunt kao sto su Youtube, Flickr, Blogger, Tumblr, Last.fm, Wordpress i Bing mogu takodje da se linkuju ali od marta 2013. vise ne uticu na Klout ocenu. Microsoft je objavio strategiju ulaganja u Klout septembra 2012. gde ce Bing imati pristup Klout tehnologiji, i Klout ce imati pristup Bing-ovim podacima za posavljanje algoritma za ocenjivanje.
Klout ocene su dopunjeni sa jos tri konkretne mere, koje Klout zove "istinski domet","pojacanje" i "uticaj mreze". Istinski domet je baziran na velicini korisnikovog dopisivanja, i koliko cesto ukljuce poruke. Pojacanje svoju ocenu dodeljuje na osnovu lajkova, 'retweetova', pominjanja i komentarisanja. Uticaj mreze ocenu prikazuje na osnovu korisnikove 'publike'.

## Kritike
Nekoliko primedbi na Kloutovu metodologiju je podignuto, odnoseci se kako na procese  od strane cijih rezultata su generisani, tako i na ukupni drustveni efekat. Kriticari su istakli da Kloutovi rezultati nisu pravi pokazatelj uticaja koji neka osoba ima, istaknutog od strane Baraka Obame, predsednika SAD-a, koji ima nizi uticajni rezultat od broja koji imaju blogeri. Drugi socijalni kriticari tvrde da Kloutov rezultat obezvredjuje online komunikaciju i da promovise socijalno rangiranje i stratifikaciju, pokusavajuci da utvrdi ljudsku interakciju. Klout je pokusao da se bavi nekom od ovih kritika, nedavno azuriranje Kloutovog algoritma sada rangira vaznost Baraka Obame na nacin koji bolje prikazuje percepciju.
Sajt je bio kritikovan zbog krsenja privatnosti manjina, i zbog eksploatacije korisnika u korist sopstvenog profita. 
John Scalzi je opisao princip koji stoji iza Kloutove operacije kao “drustveno zlo” u eksploataciji statusa anksioznosti svojih korisnika.  Charles Stross opisao je uslugu kao “internet ekvivalent herpesu” , blogovanjem da njegova analiza Kloutovih uslova i odredbi otkriva da je poslovni model kompanije nelegalan u UK, gde je u suprotnosti sa Zakonom o zastiti podataka iz 1998. Stross savetuje citaoce da obrisu svoje Klout racune i odustanu od Klout(ovih)usluga. 
Ben Rothke je zakljucio da “ Klout ima svoj isecen/skrojen rad i cini se kao da oni treba da budu in beta malo duze. Klout moze, i treba da bude pozdravljen za pokusavanje da izmeri ovaj uzas nazvan drustveni uticaj; ali njegovi rezultati uticaja, istina, trebalo bi da nose veoma malo istog”.
Klout je kritikovan zbog neprozirnosti svoje metodologije. Iako se tvrdi da se koriste napredne tehnike ucenja, uskladjivanjem teorije mreza, Sean Golliher je analizirao Kloutove rezultate korisnika Twitera i utvrdio da je jednostavni logaritam broja sledbenika bio dovoljan da objasni 95% odstupanja/neslaganja. 
Uprkos kontroverzi, neki poslodavci prihvataju Klaota, donoseci odluke o zaposljavanju zasnovane na Kloutovim rezultatima. U clanku za Wired, covek, prijavljen  za VP poziciju sa 15 godina iskustva za velike brendove kao sto su America_Online, Ford and Kraft, eliminisan je kao kandidat iskljucivo zbog svog Klaot rezultata, koji je u to vreme bio 34, u korist drugog kandidata sa rezultatom 67. 

## Znacajni momenti
- Septembar 2011: Klout je integrisao google+.
- Oktobar 2011: Klout je promenio algoritam za bodovanje i uveli su zalbe.
- Novembar 2011: Klout je postao partner sa Wahooly, za njihovu beta verziju.
- Januar 2012: Klout je bio u mogucnosti da podigne 30 miliona $ od velikih firmi.F
- Februar 2012: Klout stice lokalne i mobilne 'komsije', aplikaciju blockboard.
- Maj 2012; Klout je objavio da su stekli 2000 novih partnera u toku jedne godine.
- Avgust 14. 2012: Klout je jos jednom promenio algoritam poena.
- Septembar 2012: Microsoft je objavio strategijsko ulaganje u Klout za oredjenu sumu.
- Mart 2013: Klout je objavio da su ubacili Instagram u klout bodovanje.
- May 2013: Klout korisnici su skupili vise od milion Perkova u preko 400 kampanji.
- Februar 2014:Klout je potpisao ugovor sa Lithium Technologies u vrednosti od 100 miliona $, ugovor je potpisan, jos nije zatvoren.
- Mart 2014: Lithium Technologies su stekle Klout.

## Literatura
Klout na engleskoj wikipediji

## Spoljasnje veze
KLOUT zvanični sajt
1. ↑  alexa.com Pristupljeno 5. 12. 2019.